# 2-й армейский корпус (ВСЮР)
2-й армейский корпус — общевойсковое соединение (корпус) в составе Добровольческой армии, а затем ВСЮР в ходе Гражданской войны в России в 1918−1920 гг. Вторично сформирован в составе Русской армии Врангеля.

## 2-й армейский корпус первого формирования
2-й армейский корпус был сформирован в ходе стратегического развёртывания Добровольческой армии 15 (28) ноября 1918 из частей 2-й дивизии генерал-лейтенанта А. А. Боровского.
В феврале 1919 включил в свой состав части отдельного отряда генерал-лейтенанта В. З. Май-Маевского, действовавшие в Донбассе (1-ю и 3-ю дивизии). Входил в состав Крымско-Азовской Добровольческой армии, с марта — в состав Кавказской Добровольческой.
К 30 марта (12 апреля) 1919 2-й армейский корпус, также называвшийся Добровольческим, включал в свой состав следующие части:
- 1-й Офицерский генерала Маркова полк
- Корниловский ударный полк
- 2-й Офицерский генерала Дроздовского стрелковый полк
- Белозерский пехотный полк
- Самурский пехотный полк
- 1-й Сводный пехотный полк
- Сибирская рота
- Кабардинская рота
- Сводно-стрелковая рота
- 1-й конный генерала Алексеева полк
- 2-й Лабинский Кубанского казачьего войска полк,
- Ингерманландский гусарский дивизион
- Изюмский гусарский дивизион
- 1-й и 3-й лёгкие артиллерийские дивизионы
- 1-я и 3-я гаубичные батареи
- 3-я конно-горная батарея
- Бронепоезда «Иоанн Калита», «Офицер», «Генерал Алексеев», «Генерал Корнилов», «Единая Россия» и «Дмитрий Донской»
- Бронеавтомобили «Кубанец», «Генерал Алексеев», «Россия» и «Доброволец»
- 1-я и 3-я инженерные роты
- саперный полубатальон
- 3-й запасный батальон
- 1-й и 3-й авиаотряды
- 2-й Донской пластунский батальон
- Стрелковые полки 1-й и 2-й Кубанских казачьих дивизий

В феврале — мае 1919 вел тяжёлые оборонительные бои в Донбассе, по их окончании 15 (28) мая 1-я и 3-я дивизии переданы в состав 1-го армейского корпуса.
21 мая (3 июня) 1919 в состав корпуса включены 5-я и 7-я пехотные дивизии.
1 августа 1919 в состав корпуса включён 2-й отдельный тяжёлый гаубичный дивизион. 
С 19 сентября 1919 составлял основу Войск Киевской области ВСЮР, насчитывая 4691 штыков при 118 пулеметах и 63 орудиях. 
С 14 (27) октября 1919, после переформирования дивизий ВСЮР, включал также Сводно-гвардейскую дивизию. 
Принимал участие в Бредовском походе и был интернирован в Польше. 
Со 2 марта 1920 включал 5-ю пехотную дивизию и Отдельную гвардейскую бригаду (1-й и 2-й сводные гвардейские полки и сводный артиллерийский дивизион). Расформирован 5 августа 1920 г.
Командиры 2 АК:
- 15 ноября — 24 декабря 1918 г. — ген. лейтенант А. А. Боровский;
- 15 февраля — 1 июня 1919 г. — ген. лейтенант В. З. Май-Маевский;
- 5 августа 1919 г. — январь 1920 г. — ген. лейтенант М. Н. Промтов

Начальники штаба корпуса:
- 18(19) ноября 1918 — 23(24) января 1919 гг. — ген.-майор А. К. Аппельгрен;
- 23 января — 5 февраля 1919 г. — врид: капитан Пашковский;
- 5 февраля — 1 июня 1919 г. — ген.-майор В. П. Агапеев;
- 1 июня — 11 ноября 1919 г. — ген.-майор Н. В. Абутков;
- август — октябрь 1919 г. — врид: полковник В. И. Галкин;
- 11 ноября 1919 — 9 августа 1920 гг. — ген.-майор А. Г. Фалеев

## 2-й армейский корпус второго формирования
Вторично сформирован в Русской армии ген. лейтенанта барона П. Н. Врангеля 16 апреля 1920 г. на базе Крымского корпуса. 
Включал:
- 13-ю пехотную дивизию ВСЮР
- 34-ю пехотную дивизию ВСЮР
- 1-ю кавалерийскую дивизию ВСЮР (с 28 апреля 1920 1-я конная дивизия)
- 2-й отдельный тяжёлый артиллерийский дивизион,
- 2-й отдельный позиционный артиллерийский дивизион (на базе управления 2-й артиллерийской бригады)
- 4-ю отдельную инженерную роту
- 3-ю отдельную телеграфную роту.

7 июля 1920 года, когда 1-я конная дивизия была передана Конному корпусу Русской армии, в состав 2 армейского корпуса вошла 2-я Отдельная сводная конная бригада (с 8 августа 1920 — 1-я Отдельная кавалерийская бригада). После разделения Русской армии на 1-ю и 2-ю Армии 2 армейский корпус входил в состав 1-й Армии.
Состав:
- 13-я и 34-я пехотные дивизии
- Сводный гвардейский пехотный полк
- 2-й отдельный тяжёлый артиллерийский дивизион
- 4-я позиционная батарея,
- 2-я и 5-я отдельные инженерные роты
- 2-я отдельная телеграфная рота.

После отступления в Крым во 2-й армейский корпус была передана 6-я пехотная дивизия из расформированного 3-го армейского корпуса.
Командиром 2-го армейского корпуса Русской Армии в Крыму неизменно был генерал-лейтенант Я. А. Слащёв.
Командиры корпуса:
- по 24 декабря 1918 г. — генерал-лейтенант Я. А. Слащёв
- с 17 августа 1920 г. — генерал-лейтенант В. К. Витковский

Начальники штаба корпуса:
- с декабря 1919 г. — полковник Г. А. Дубяго
- с апреля 1920 г. — полковник А. Г. Фролов
- с 17 августа 1920 г. — полковник Ф. Э. Бредов